# Ptilona nigrifacies
Ptilona nigrifacies är en tvåvingeart som beskrevs av Hardy 1973. Ptilona nigrifacies ingår i släktet Ptilona och familjen borrflugor.
Artens utbredningsområde är Vietnam. Inga underarter finns listade i Catalogue of Life.